# Ficus sublimbata
Ficus sublimbata är en mullbärsväxtart som beskrevs av Edred John Henry Corner. Ficus sublimbata ingår i släktet fikonsläktet, och familjen mullbärsväxter. Inga underarter finns listade i Catalogue of Life.